# Riitta Nikula
Riitta Kaarina Nikula, född Kyttä 15 februari 1944 i Lahtis, är en finländsk konsthistoriker, gift med justitiekanslern Paavo Nikula.
Nikula blev filosofie doktor 1981. Hon var 1988–1994 forskningschef vid Finlands arkitekturmuseum och blev sistnämnda år professor i konsthistoria vid Helsingfors universitet; prefekt för den nygrundade institutionen för konstforskning 1998–2003. År 1993 utnämndes hon till ledamot av Finska Vetenskapsakademien.
Hon har intresserat sig särskilt för finländsk arkitektur.

## Verk i urval
- Yhtenäinen kaupunkikuva 1900–1930 (1981)
- Rakennettu maisema (1993)
- Suomen arkkitehtuurin ääriviivat (2005)

## Utmärkelser
- Riddartecknet av I klass av Finlands Vita Ros’ orden,  6 december 2000[2]

[Redigera Wikidata]